# Ernest Payne (football)
Pour les articles homonymes, voir Ernest Payne.
Ernest Arthur Payne est un footballeur anglais devenu entraîneur, ayant réalisé l'essentiel de sa carrière en France.

## Biographie
Ernest Payne signe comme footballeur à l'Excelsior de Roubaix en 1931. Le défenseur remporte pour sa première saison la Coupe de France. En 1935, il rejoint l'US Boulogne où il reste jusqu'en 1939. Lors de ses deux dernières saisons à Boulogne, il découvre en parallèle la charge d'entraîneur. Après guerre, il signe au FC Rouen, où il remplace son compatriote George Kimpton. Il quitte le club après deux saisons sur une relégation inattendue en D2. En 1948 il est nommé sur le banc du CO Roubaix-Tourcoing, champion de France en 1947, mais n'y reste qu'un an. 

## Palmarès
- Vainqueur de la Coupe de France de football 1932-1933 (Excelsior de Roubaix)